# ولوی، میکرونزی

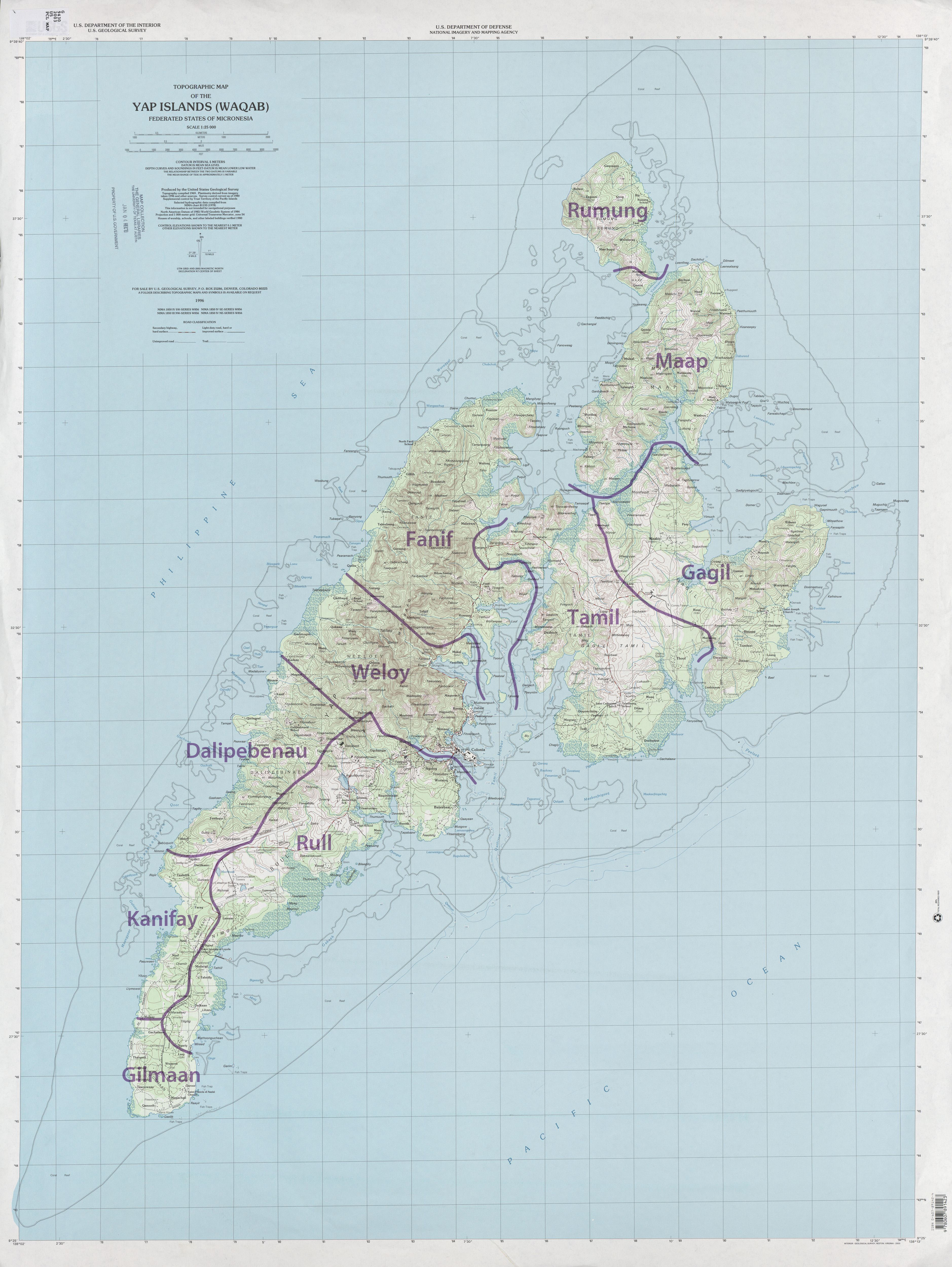
منطقه‌های شهرداری آبخوست یاپ

ماپ یک روستا و منطقه شهرداری در آبخوست یاپ، ایالت یاپ در ایالات فدرال میکرونزی است.